# Кочо Муструка
Кочо Георгиев Муструков, известен като Муструка, е български революционер, войвода на Македонския комитет и Вътрешната македоно-одринска революционна организация.

## Биография
Кочо Муструка е роден в 1837 година в зъхненското село Тръстеница, тогава в Османската империя. Дългогодишен хайдушки войвода, Муструка участва в Четническата акция на Македонския комитет в 1895 година и поради недисциплинираност влиза в конфликт с войводата на отряда Борис Сарафов.
След акцията отново става хайдутин. В 1899 година е делегат на Рилското македонско дружество на Шестия македонски конгрес. Привлечен е към ВМОРО и действа с Гоце Делчев, но отново се откъсва от четата му и на своя глава пленява за откуп калугер от Серския манастир „Свети Йоан“ и го освобождава срещу 300-400 лири. Наказан е със смърт за своеволия от Неврокопската районна чета на Атанас Тешовски.
Баща е на комуниста Георги Муструков (1883 - 1920).